# Fragile Things
Fragile Things: Short Fictions and Wonders é uma coleção de contos e poesias escrita por Neil Gaiman, publicada nos Estados Unidos e no Reino Unido em 2006 pelas editoras HarperCollins e Headline Review.

## Estórias e poemas inclusos
- "The Mapmaker"
- "A Study in Emerald"
- "The Fairy Reel"
- "October in the Chair"
- "The Hidden Chamber"
- "Forbidden Brides of the Faceless Slaves in the Secret House of the Night of Dread Desire"
- "The Flints of Memory Lane"
- "Closing Time"
- "Going Wodwo"
- "Bitter Grounds"
- "Other People"
- "Keepsakes and Treasures: A Love Story"
- "Good Boys Deserve Favors"
- "The Facts in the Case of the Departure of Miss Finch"
- "Strange Little Girls"
- "Harlequin Valentine"
- "Locks"
- "The Problem of Susan"
- "Instructions"
- "How Do You Think It Feels?"
- "My Life"
- "Fifteen Painted Cards from a Vampire Tarot"
- "Feeders and Eaters"
- "Diseasemaker's Croup"
- "In the End"
- "Goliath"
- "Pages from a Journal Found in a Shoebox Left in a Greyhound Bus Somewhere Between Tulsa, Oklahoma, and Louisville, Kentucky"
- "How to Talk to Girls at Parties"
- "The Day the Saucers Came"
- "Sunbird"
- "Inventing Aladdin"
- "The Monarch of the Glen"